# Deseő Béla
Gyulafehérvári Deseő Béla (Dezső Béla) (Marosvásárhely, 1851. október 26. – Nagykikinda, 1912. február 25.) zoológus, tanár.

## Életpályája
A marosvásárhelyi kollégiumban kezdte meg középiskolai tanulmányait. A középiskola után 1871–1876 között a kolozsvári egyetemen bölcsészdoktori oklevelet szerzett matematika-természettudomány szakon. 1872–1875 között – egyetemi hallgatóként – a kolozsvári evangélikus református kollégium helyettes tanára volt. 1876-bam az állattani tanszéken tanársegéde lett. 1878-ban Németországban és Franciaországban volt tanulmányúton. 1881-től Budapesten tanított ideiglenes, 1882-től rendes tanárként. 1894–1902 között a kassai tankerületi főigazgatóságán dolgozott. 1901-ben az V. nemzetközi berlini zoológiai kongresszus előadója volt. 1902–1908 között Nagykikindán oktatott. 1908-ban szabadságolták; 1911-ben nyugdíjazták.
Számos növénytani és állattani tudományos cikke jelent meg. Leginkább az ízeltlábúak véredényrendszerét, a szivacsok szaporodását, a fiumei öböl szivacsfaunáját tanulmányozta.
A Magyar Földrajzi Társaság tagja volt.

## Művei
- Columbus Kristóf vagy Amerika felfedezése (Kolozsvár, 1873)
- A rovarok hátedényéről (Kolozsvár, 1877)
- Jelentés az Oncsásza csontbarlang megvizsgálásáról és összehasonlító tanulmány az ottan gyűjtött Ursus speleus Blumb. csontvázáról (Kolozsvár, 1877)
- Ueber das Herz des Flusskrebses und des Hummers (1878)
- A magyar tengerpart szivacsfaunája. I. közlemény (Budapest, 1880)
- A fiumei tengeröböl állatvilágából (Budapest, 1880)
- Spongiologiai tanulmány (Kolozsvár, 1880)
- Növény-gyűjtő. Mappa a növények gyűjtésére (Budapest, 1890)
- Die Histologie und Sprossenentwickelung der Tethyen
- A fiumei tengeröböl szivacsfaunája
- Abaúj-Torna vármegye állatvilága (1896)
- Ueber die künstlichen und natürlichen Ursachen der Veränderungen der Fische im Hernadflusse Ober-Ungarns (1901)
- Halászat (1901–1902)